# قطعنامه ۱۶۸۴ شورای امنیت
قطعنامه ۱۶۸۴ شورای امنیت سازمان ملل متحد که در تاریخ ۱۳ ژوئن ۲۰۰۶ تصویب شد، سندی بین‌المللی دربارهٔ دادگاه جنایی بین‌المللی برای رواندا است. این قطعنامه طی نشست ۵۴۵۵ام با ۱۵ رای موافق، ۰ مخالف و ۰ ممتنع تصویب شد.